# Edgewood (Washington)
Edgewood je město v okrese Pierce v americkém státě Washington. V roce 2010 v něm žilo 9 387 obyvatel. Sousedí s městy Milton na severozápadě, Federal Way na severu a Puyallup na jihu.

## Historie
Počátky historie města souvisí s indiánským kmenem Pujalupů, kteří obývali břehy řeky Puyallup. Dr. William Tolmie, zaměstnanec Společnosti Hudsonova zálivu původem ze Skotska, územím dnešního Edgewoodu prošel už roku 1833, krátce poté, co se stal obchodním náčelníkem ve Fort Nisqually. Do státu se dostal v květnu téhož roku na lodi z Británie, která směřovala k Fort Vancouveru. Ještě ve 30. letech zdejší území začali osídlovat trapeři se svými indiánskými ženami, od 50. let sem přicházeli i osadníci z východu.
První telegrafní linka celého státu procházela i Edgewoodem, konkrétně souběžně s ulicí Military Road, která procházela srdcem města. V roce 1858 žilo na území dnešního okresu Pierce už asi 420 bílých Američanů, do roku 1862 toto číslo stouplo na 681. Jedním z prvních známých obyvatel Edgewoodu je Peter Nyholm, který se zde usadil roku 1895.
V říjnu 1902 byla otevřena první meziměstská dráha spojující Seattle a Tacomu, vedoucí údolím řeky Puyallup. V roce 1903 zakoupili tábořiště v Edgewoodu Spiritualisté, kteří měli na západě Washingtonu už šest kostelů. V roce 1927 zde dokonce postavili hotel, ten však roku 1948 zničil požár.
Edgewood byl oficiálně začleněn jako město v únoru 1996.

## Geografie
Edgewood a sousední Milton jsou v regionu známé pod souhrnným názvem North Hill. Na druhé straně údolí řeky Puyallup se zase nachází South Hill.
Město má rozlohu 22,1 km², ze kterých vše tvoří souš.

## Demografie
Z 9 387 obyvatel, kteří zde žili roku 2010, tvořili 90 % běloši, 3 % Asiaté a 1 % Afroameričané. 4 % obyvatelstva byla hispánského původu.
Většina zdejších žáků navštěvuje školy školního obvodu Puyallup, někteří však patří pod školní obvody Fife nebo Sumner. Ve městě samotném se nachází tři základní školy a střední škola Edgemont Junior High, která patří do školního obvodu Puyallup.

## Nyholmův větrný mlýn
Nyholmův větrný mlýn, který se nachází na ulici Meridian Avenue, je jedinou památkou v celém městě. Původně se na zdejším místě nacházela farma, která produkovala seno, zeleninu, ovoce a mléčné výrobky. Mlýn sem byl přesunut z místa, kde je dnes křižovatka ulic Meridian Avenue (Washington State Route 161) a Jovita Boulevard, v 70. letech minulého století. O mlýn se stará především Edward Barth a další dobrovolníci ze zdejšího dobrovolného hasičského sboru, který Barth založil. Mlýn byl také přijat jako formální symbol města.